# Lori Cardille
Lori Cardille (1954) è un'attrice statunitense.

## Biografia
Le interpretazioni più importanti sono nel ruolo da protagonista nel film Il giorno degli zombi di George A. Romero (1985) e nella soap opera americana Ai confini della notte. Tuttavia lasciò quel ruolo perché le ricordava il passato in cui era stata vittima di abusi sessuali. Successivamente fece parte del cast della soap opera Ryan's Hope. È anche autrice del libro I'm Gonna Tell: ...an Offbeat Tale of Survival. Successivamente ha recitato in un film horror dal titolo The Three assieme all'attore John Amplas che già aveva lavorato con l'attrice in Il giorno degli zombi. In questo film entrambi gli attori interpretano la parte di due scienziati come nel film di Romero.

## Filmografia
- Parole - film TV (1982)
- Il giorno degli zombi (1985)
- Dead and Alive: The Race for Gus Farace - film TV (1991)
- No Pets (1994)